# Onze-Lieve-Vrouw-Onbevlekt-Ontvangenkerk (Ospel)

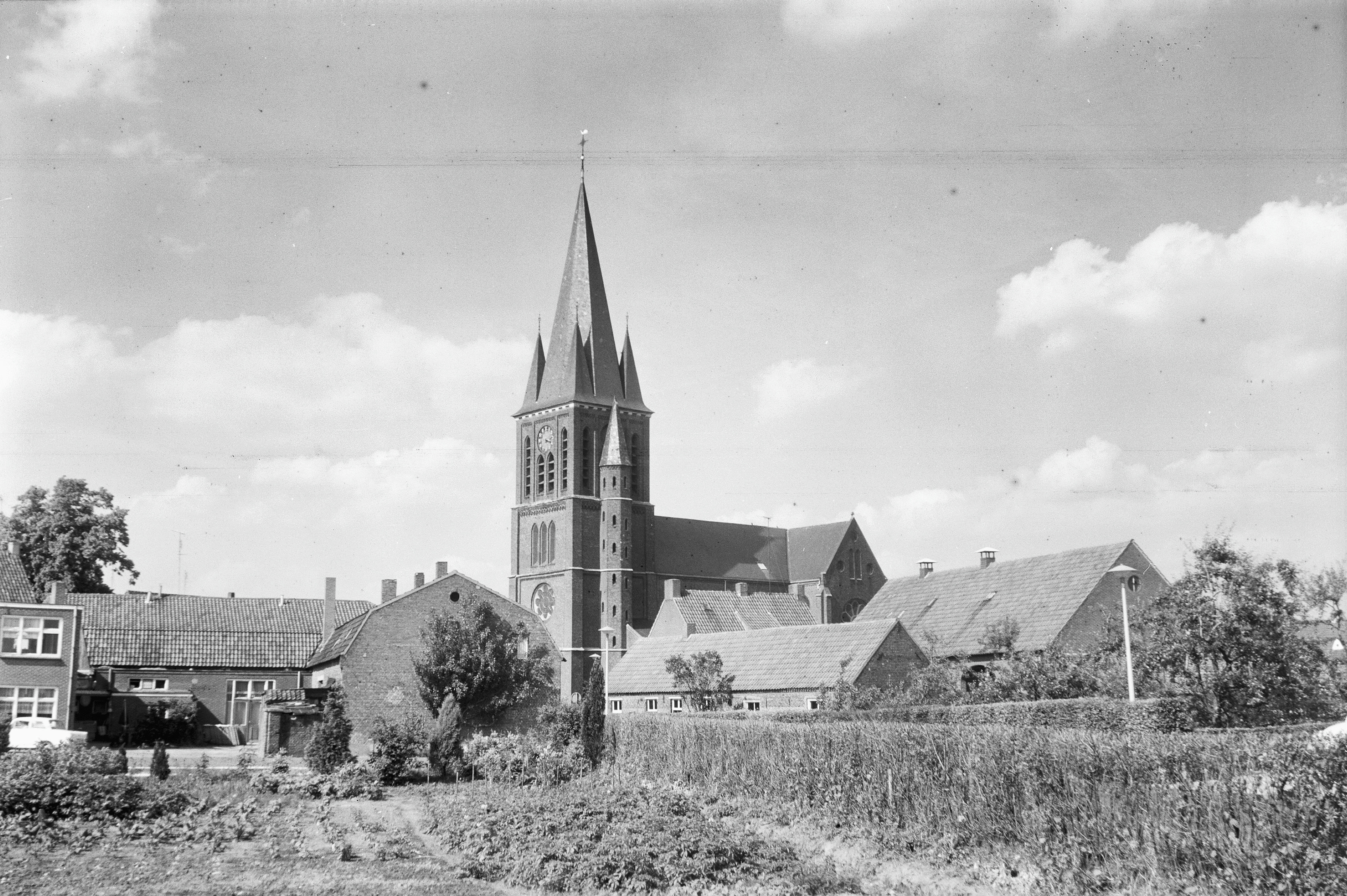
Onze-Lieve-Vrouw-Onbevlekt-Ontvangenkerk

De Onze-Lieve-Vrouw-Onbevlekt-Ontvangenkerk is de parochiekerk van de Nederlands-Limburgse plaats Ospel, gelegen aan Onze-Lieve-Vrouwestraat 38.
De kerk is gewijd aan Maria, specifiek aan de Onbevlekte Ontvangenis van Maria.

## Geschiedenis
Deze kerk werd, kort na de stichting van de parochie, gebouwd naar ontwerp van Pierre Cuypers. In 1868 werd ze ingewijd. In 1944 werd de toren opgeblazen, om in 1954 herbouwd te worden. De kruisribgewelven, eveneens verwoest, werden in 1946-1947 gedeeltelijk hersteld. In 1962-1963 werden de transeptarmen enigszins verlengd.

## Gebouw
Het is een bakstenen, neogotische driebeukige kruisbasiliek. De toren heeft vier geledingen en een met leien bedekte spits die door vier zijtorentjes wordt geflankeerd. Ook wordt de toren door een lagere, zeskante traptoren geflankeerd. Het bouwwerk is beschermd als rijksmonument.
Het orgel is een Vermeulen-orgel uit 1956.
Op de begraafplaats bevindt zich het Heilig Hartmonument uit 1926. Ook bevindt zich daar het Oorlogsmonument voor de slachtoffers van de Tweede Wereldoorlog.